# ガブリエル・クロイトル
ガブリエル・クロイトル（Gabriel Croitoru, 1965年8月20日 - ）は、ルーマニアのヴァイオリン奏者。

## 経歴
ガラツィ出身。ブカレストの音楽高校でミハイ・コンスタンティネスクにヴァイオリンを師事し、ブカレスト音楽院に進学してモデスト・イフィティンキとステファン・ゲオルギューの薫陶を受けた。また、サルヴァトーレ・アッカルドやジノ・フランチェスカッティのマスター・クラスにも参加して研鑽を積んだ。在学中から数多くのコンクールで受賞し、2006年にはブカレスト音楽院で博士号を取得した。

## 受賞
- 1979年：リピンスキ・ヴィエニヤフスキ国際コンクールのジュニア部門で1位。
- 1985年：ティボール・ヴァルガ国際ヴァイオリン・コンクールで2位
- 1985年：パガニーニ国際コンクールで3位。
- 1987年：ジノ・フランチェスカッティ国際ヴァイオリン・コンクールで2位。
- 1991年：パブロ・デ・サラサーテ国際ヴァイオリン・コンクールで1位。